# Robin Higham
Robin David Stewart Higham (* 20. Juni 1925 in London; † 27. August 2015 in Manhattan, Kansas) war ein US-amerikanischer Historiker, speziell Luftfahrt-  und Militärhistoriker. Er war Professor an der Kansas State University.

## Leben
Higham hat einen britischen Vater (der Literatur-Agent David Higham) und eine amerikanische Mutter und wuchs in London auf (besuchte aber 1929 und 1935 schon Verwandte in den USA mit seiner Mutter), bevor ihn seine Eltern 1940 in die USA schickten. 1943 bis 1947 diente er als Pilot und Flight Sergeant in der Canadian Royal Air Force in Europa und Asien (Burma Road). Er studierte an der University of New Hampshire und der Harvard University mit dem Bachelor-Abschluss 1950 cum laude. 1953 erhielt er seinen Master-Abschluss an der Claremont Graduate School und war 1954 bis 1957 Instructor an der University of Massachusetts. Higham wurde 1957 in Harvard promoviert mit einer Dissertation über die Entwicklung der Luftfahrt in Großbritannien. Danach war er Assistant Professor an der University of North Carolina und war dort Mitgründer des National Security Seminar von Duke University und University of North Carolina. 1963 wurde er Professor an der Kansas State University. 1999 wurde er emeritiert.
Er veröffentlichte über Luftfahrt insbesondere unter militärwissenschaftlichen Aspekten, aber auch allgemein zur Geopolitik.
1985 erhielt er den ersten Samuel Eliot Morison Prize für sein Lebenswerk, 1983 den Victor Gondos Award und 2000 den Preis des Gouverneurs von Kansas für Luftfahrt 1968 bis 1988 war er Herausgeber von Military Affairs (heute Journal of Military History), war Herausgeber des Journal of the West und 1970 bis 1988 von Aerospace Historian. 1977 gründete er Sunflower University Press, die bis 2005 bestand und militärwissenschaftliche Werke veröffentlichte.
Er war seit 1950 mit Barbara Davies verheiratet und hat einen Sohn und drei Töchter. Er lebte in Manhattan (Kansas). Er ist seit 1954 US-Staatsbürger.

## Schriften (Auswahl)
- Introduction to military, naval and aeronautical history 1960
- Airpower. A concise history, 1972, 1988
- 100 years of air power and aviation, 2003
- Britains imperial air routes 1918-1933: the story of Britain´s overseas airlines, 1960
- British rigid airship, 1961, Neuauflage 1975 als British rigid airship 1918-1933: a study in weapons policy
- Military intellectuals in Britain 1918–1939, 1966
- Diary of a disaster: British aid to Greece 1940-1941, 1986
- Herausgeber: Guide to the sources of British military history, 1971
- Herausgeber: Guide to the sources of US military history, Hamden, Connecticut, Archon Books 1975 (darauf folgend verschiedene Supplemente)
- Complete academic. An informal guide to the ivory tower, 1974
- Herausgeber: Writing of official military history 1999
- Herausgeber: Flying american combat aircraft, WW II 1939-1945, Mechanicsburg, Stackpole Books 2004
- Herausgeber: Flying american combat aircraft, the cold war, Stackpole Books 2005
- Herausgeber mit Abigail T. Siddall: Flying combat aircraft of the USAAF-USAF, 3 Bände, Iowa State University Press 1975-1978
- Herausgeber mit Mark Parillo: Influence of airpower upon history : statesmanship, diplomacy, and foreign policy since 1903, University Press of Kentucky 2013
- Herausgeber: Intervention or abstention : the dilemma of American foreign policy, University of Kentucky Press 1975
- Herausgeber mit Jacob W. Kipp: Soviet aviation and air power : a historical view, Brassey´s, Westview Press 1978
- Herausgeber mit Stephen J. Harris: Why air forces fail : the anatomy of defeat, University of Kentucky Press 2006
- Speedbird: the complete history of BOAC, 2013